# Liste der Grenadierbataillone der altpreußischen Armee
Grenadierbataillone wurden in der altpreußischen Armee seit Friedrich dem Großen in Kriegszeiten durch das Zusammenlegen der vier Grenadierkompanien zweier Infanterieregimenter gebildet. Die Kompanien einiger Regimenter waren auch im Frieden zu Bataillonen zusammengefasst und bildeten sogenannte Stehende Grenadierbataillone. Auch bei der Garde, den Freitruppen und den Milizen gab es Grenadierbataillone. Für Manöver gebildete Grenadierbataillone aufzuführen, ist hier nicht möglich.

## Grenadierbataillone bei der Garde
- Die Grenadiergarde, das Infanterieregiment No. 6, war von Friedrich dem Großen auf ein Bataillon verkleinert worden. Zuvor bildete sie als die Potsdamer Riesengarde Friedrich Wilhelms I. ein ganzes Regiment mit 3 Grenadierbataillonen. Er hatte das alte Königsregiment Friedrichs I. mit seinen Roten Grenadieren dazu vereinigt.
- Die 1709 aufgestellten Roten Grenadiere, die Langen Kerls Friedrich Wilhelms I. wurden 1717 mit der Grenadiergarde vereinigt.
- Bei dem Garderegiment No. 15 lautete der Mannschaftsdienstgrad generell Grenadier. Doch nur das III. Bataillon war als Grenadierbataillon uniformiert. Die Flügelgrenadiere blieben als Leibgarde beim König.

## Stehende Grenadierbataillone
Diese sind in der Liste der Infanterieregimenter der altpreußischen Armee aufgeführt.

## In Kriegszeiten gebildete Grenadierbataillone
Bei jedem Infanterieregiment befanden sich zwei Kompanien Grenadiere. Die Grenadier-Kompanien zweier Regimenter wurden für den Ernstfall und bei Manövern zu einem Grenadierbataillon kombiniert. Diese Grenadierbataillone wurden nach den jeweiligen Kommandeuren benannt. Zusätzlich sind die Nummern der Stammregimenter der Grenadierkompanien aufgeführt.

### Erster Schlesischer Krieg
Da die Zusammensetzung sich im Ersten Schlesischen Krieg noch änderte, sind Jahreszahlen und Orte der mit dieser Einheit verbundenen militärischen Ereignisse zusätzlich angegeben. Die Aufzählung beansprucht keine Vollständigkeit.
- 1/25 Kleist 1741 bei Mollwitz
- 3/27 Bolstern 1741 bei Glogau und Mollwitz
- 3/36 Finckenstein 1742 in Oberschlesien
- 5/21 Winterfeldt 1741 bei Glogau und Mollwitz
- 5/20 Geist 1742 bei Chotusitz
- 7/19 Uchtländer 1742 bei Chotusitz
- 8/36 Saldern 1741 bei Mollwitz
- 8/24 Itzenplitz 1742 bei Chotusitz
- 11/14 Kanitz 1742 bei Chotusitz
- 12/24 Puttkamer 1741 bei Mollwitz
- 12/17 Jeetze 1742 bei Chotusitz
- 13/19 Reibnitz 1741 bei Glogau und Mollwitz
- 20/22 Buddenbrock 1741 bei Mollwitz
- 36/37/38 Fouqué 1742 in Mähren

### Zweiter Schlesischer Krieg
Da die Zusammensetzung sich im Zweiten Schlesischen Krieg teilweise noch änderte, sind teilweise Jahreszahlen und Orte der mit dieser Einheit verbundenen militärischen Ereignisse zusätzlich angegeben. Die Aufzählung beansprucht keine Vollständigkeit.
- 1/23 Tauentzien; 1745 bei Hohenfriedberg
- 2/17 Kleist; 1745 bei Hohenfriedberg
- 3/6 Buddenbrock; bei Soor: Tresckow; 1745 bei Hohenfriedberg und Soor
- 4/22 Sydow; 1745 bei Hohenfriedberg
- 4/24 Finck; 1745 bei Soor
- 5/36 Jeetze 1745 bei Hohenfriedberg und Soor
- 7/21 Grumbkow; 1745 bei Hohenfriedberg und Soor
- 8/30 Schöning; 1745 bei Soor und Kesselsdorf
- 10/22 Plotho; 1745 bei Kesselsdorf
- 11/14 Trenck; 1745 bei Hohenfriedberg und Soor
- 12/29 Luck; 1745 bei Hohenfriedberg
- 13/37 Geist; 1745 bei Soor
- 15/18 Wedell; 1744 bei Selmitz, 1745 bei Hohenfriedberg und Soor
- 16/GR 1 Kleist; 1745 bei Hohenfriedberg
- 19/25 Finckenstein; 1745 bei Katholisch-Hennersdorf
- 20/26 Lepel; 1745 bei Hohenfriedberg
- 24/27 Kahlbutz; 1745 bei Hohenfriedberg
- 31/40 Jäger; 1745 bei Hohenfriedberg
- 32/33 Harzberg; 1745 bei Hohenfriedberg
- 34/GR 5 Stangen; 1745 bei Soor
- 35/36 Finck; 1744 bei Prag
- 36/37 St. Surin; 1744 bei Moldauthein
- 41/44 Münchow; 1745 bei Kesselsdorf
- 42/GR 8; 1744/45 Goltz in Oberschlesien

### Siebenjähriger Krieg
Im Siebenjährigen Krieg wurden die Grenadierbataillone zu Beginn zusammengestellt.
- 1/23 Bandemer; 1757 Wedell; 1758 Rathenow; 1762 Poseck
- 2/G-II Manstein; 1758 Nesse; 1760 Natalis
- 3/6 Kleist; 1757 Hacke
- 4/16 Polentz; 1757 Kleist; 1758 Willemey; 1762 Thielau
- 5/20 Jung-Billerbeck; 1759 Ripp; 1759 Lubath; 1759: Billerbeck
- 7/30 Kanitz; 1757 Lubath; 1762 Kanitz
- 8/46 Alt-Billerbeck; 1760 Winterfeldt
- 9/10 Möllendorff; 1757 Bähr
- 11/14 Gohr; 1757 Petersdorff; 1759 Beyer; 1760 Oppen
- 12/39 Waldau; 1757 Pieverlingk; 1760 Stechow; 1760 Görne
- 13/26 Finck; 1757 Bornstädt; 1759 Kreckwitz; 1759 Homboldt; 1759 Billerbeck; 1759 Schwerin; 1761 Kalckstein
- 15/18 Bülow; 1757 Kleist; 1758 Anhalt
- 17/22 Puttkamer; 1757 Wrede; 1757 Kremzow; 1759 der Tann; 1760 Wobersnow; 1760 Rothenburg
- 19/25 Ramin, 1757 Heyden; 1762 Woldeck
- 21/27 Lengefeld; 1757 Diringshofen; 1761 Budberg
- 24/34 Grumbkow; 1757 Anhalt; 1757 Naumeister; 1760 Sobeck; 1761: Forcade; 1761 Drache
- 28/32 Kreytzen; 1758 Arnim; 1761 Chauvet; 1762 Schätzel
- 29/31 Östenreich; 1759 Falkenhayn
- 33/42 Nimschöfsky; 1762 Mosch
- 35/36 Schenckendorff; 1759 Schwartz; 1759 Swolinsky
- 37/40 Manteuffel; 1759 Kleist
- 38/43 Burgsdorff; 1760 Heilsberg
- 47/G-VII Wangenheim; 1758 Buddenbrock; 1760 Bock

Die zusammengesetzten Grenadierbataillone der 1757 in den preußischen Dienst gezwungenen zehn sächsischen Regimenter waren:
- S-50/S-58 Bär
- S-51/S-59 Bornstädt
- S-52/S-55 Kahlenberg
- S-53/S-57 Diezelsky
- S-54/S-56 Köller

### Bayerischer Erbfolgekrieg
Auch im Bayerischen Erbfolgekrieg wurden Grenadierkompanien zu Grenadierbataillonen zusammengelegt.

### Koalitionskriege
1788 stockte Friedrich Wilhelm II. die Grenadiere der Regimenter auf ein Bataillon auf, so dass Zusammenlegungen nicht mehr notwendig waren. 1799 machte Friedrich Wilhelm III. diese Reform rückgängig. Im Vierten Koalitionskrieg 1806/1807 war die Zusammenstellung der Grenadierbataillone wie folgt:
- 1/13 August von Preußen
- 2/11 Kurfürst
- 3/21 Alt-Braun
- 4/54 Vieregg
- 5/20 Hanstein
- 6/15 Forstner
- 7/30 Schliessen
- 8/42 Massow
- 9/44 Hallmann
- 10/41 Borstell
- 12/34 Hulsen
- 14/16 Fabecky
- 17/51 Schmeling
- 18/27 Rabiel
- 19/25 Knebel
- 22/36 Osten
- 23/26 Reinbaben
- 24/35 Gaudi
- 28/50 Borck
- 29/32 Hahn
- 31/46 Jung-Braun
- 33/47 Sack
- 37/57 Schack
- 38/49 Losthin
- 39 Kollin
- 40/43 Dohna
- 45 Herwarth
- 58/59 Krafft
- 52/58 Brauchitsch
- 53/55 Crety

## Grenadierbataillone bei Freitruppen und Milizen
Diese sind in der Liste der Frei-Truppen und Milizen der altpreußischen Armee aufgeführt.